# Francis Winter
Francis Winter (* 1972 in Berlin) ist ein deutscher Schauspieler und Autor.

## Leben
Winter ist der Sohn eines Vaters indisch-afrikanischer Abstammung und wuchs ohne Eltern in Berlin auf.
1999 wurde er von der Schauspielerin Judy Winter adoptiert, „die seine Entwicklung seit seinem 13. Lebensjahr freundschaftlich, beratend und mütterlich begleitet“.
Nach dem Abitur absolvierte Francis Winter seine Schauspielausbildung an der Fritz-Kirchhoff-Schule in Berlin. Danach war er zunächst als Theaterschauspieler u. a. am Ernst-Deutsch-Theater in Hamburg und am Renaissance-Theater und Deutschen Theater, an der Vaganten Bühne sowie der Schaubühne in Berlin engagiert. In seinem Rollenrepertoire befinden sich der Toby in Amys Welt, der Moon in The one you love, der Jacob in Ein anderer Teil des Waldes, der Angel in Klassenfeind und der Louis in Barbaren. Seinen Debütauftritt als Fernsehschauspieler hatte er 1997 im Pilotfilm Pech und Schwefel der Serie Ein Mord für Quandt.
Im März 2006 hatte das von Winter verfasste Stück Schöne Überraschung in der Komödie am Kurfürstendamm Berlin Premiere. In der Hauptrolle der Norma Kline war Judy Winter zu sehen. Francis Winter spielte in dem Stück die Rolle des Peter. Das Stück nimmt das brisante Thema Rassismus auf. Die Komödie Düsseldorf, das Hamburger Ernst-Deutsch-Theater und das Schauspielhaus Basel führten Schöne Überraschung erfolgreich auf, ebenso wurde es vier Jahre lang auf Tourneen (Österreich, Schweiz, Luxemburg) präsentiert. Insgesamt sahen das Stück über 280.000 Besucher. Im Februar 2009 hatte Winters Bühnenstück Spurensuche am Ernst-Deutsch-Theater in Hamburg Premiere, in den Hauptrollen Suzanne von Borsody und Ulrike Folkerts. Das Stück sahen in 5 1⁄2 Wochen fast 40.000 Zuschauer. Für Spurensuche erhielt Winter die Drehbuchförderung der Filmstiftung NRW, für die Verfilmung.
Von 2009 bis 2011 war er Dozent der L4 GmbH – Institut für digitale Kommunikation.
Seit 2013 arbeitet er als Filmdozent für Projekte vom Senat für Kultur und Bildung in Berlin. Er lebt in Berlin.

## Filmografie
- Ein Mord für Quandt (Episode: Pech und Schwefel), Regie: Dror Zahvi
- Polizeiruf 110 „Totes Rennen“ mit Claudia Michelsen, Regie: Torsten C. Fischer
- Großstadtrevier (Episode: Mit einem Bein im Knast), Regie: Olaf Kreinsen
- Faust mit Heiner Lauterbach (Episode: Spaghetti Bolognese), Regie: Martin Gies
- Alarm für Cobra 11 – Die Autobahnpolizei (Episode: Joshua), Regie: Dror Zahvi
- Kino: Solo für Klarinette, Regie: Nico Hofmann
- Balko (Episode: Für ein paar Dollar mehr), Regie: Manfred Stelzer
- Victor – Der Schutzengel (Episode: Eine Schar von Nikoläusen), Regie: Carl Lang
- Hinter Gittern – Der Frauenknast, 2 Episoden, Regie: Oren Schmuckler
- Einsatz in Hamburg (Episode: Mord an Bord), Regie: Carlo Rola
- Nackt im Cabrio mit Detlev Buck, Regie: Sven Severin
- Last Wish, Fernsehspiel, Regie: Martin Walz
- Siebenstein – Zeit für Silvester, ZDF Kinderspielfilm
- Kino: Tamu und Stella, Hauptrolle neben Caroline Peters, Regie: Idriss Mora 2. Platz „Rising Movie-Talent“
- Dr. Sommerfeld – Neues vom Bülowbogen, ARD-Serie, 2 Folgen, Regie: Rüdiger Nüchtern/Carsten Wichniarz
- Sperling – ZDF Samstagabendkrimi, Regie: Georg Juraj Herz
- Tatort Franky, Regie: Carlo Rola
- Das Traumpaar, ZDF, Regie: Marco Serafini
- Die Blumenkinder, Regie: Thomas Fleischmann
- Blutige Anfänger, ZDF-Serie, Regie: Gero Weinreuter

## Weitere Werke
- Libretto für das Musical „Der letzte Zar“ (Musik von Ondřej Soukup)[5]